# Vaux-sur-Morges
Vaux-sur-Morges − miejscowość i gmina (commune) w zachodniej Szwajcarii, w kantonie Vaud, w okręgu (district) Morges. Leży nad rzeką Morges. 

## Demografia
W Vaux-sur-Morges mieszka 185 osób. W 2021 roku 17,3% populacji gminy stanowiły osoby urodzone poza Szwajcarią.